# Pogoń Lwów
Der Lwowski Klub Sportowy Pogoń Lwów (kurz LKS Pogoń Lwów) ist ein polnischer Sport- und Fußballverein aus der heute zur Ukraine gehörenden Stadt Lwiw (polnisch Lwów) und mehrfacher polnischer Fußballmeister. Er existierte von 1907 bis zu seiner Auflösung nach dem Einmarsch sowjetischer Truppen im September 1939. Im Januar 2009 wurde der Verein wiedergegründet.

## Geschichte
Der Sportklub Pogon Lwów wurde 1907 in der damals zu Österreich-Ungarn gehörigen ostgalizischen Hauptstadt Lemberg (polnisch Lwów) durch Fusion der beiden Vereine KS Lechia Lwów und Klub Gimnastyczno-Sportowy IV-go Gimnazjum gegründet. Der Vorgängerverein Klub Gimnastyczno-Sportowy IV-go Gimnazjum wurde bereits im Jahre 1904 als reiner Sport- und Turnverein am Gymnasium IV der Stadt Lemberg zur Ertüchtigung der dortigen Schüler aus der Taufe gehoben. Damit zählt Pogon Lwów neben den Stadtkonkurrenten Czarni (1903), Lechia (1904) und Hasmonea (1908), sowie den damals westgalizischen Vereinen KS Cracovia, Wisła Krakau (beide 1906) und CWKS Resovia (1905) zu den ältesten polnischen Fußballvereinen und zu den ersten professionellen polnischen Sportvereinen. Die Vereinsfarben Pogońs waren Blau und Rot. Gespielt wurde in dem 1913 eröffneten Kiliński-Park-Stadion, das 1938 in Marschall-Rydz-Śmigły-Sportpark umbenannt wurde und damals für 10.000 Zuschauer Platz bot.
Seine sportlich erfolgreichste Zeit erlebte der Verein in den 1920er Jahren, als er von 1922 bis 1926 viermal in Folge die polnische Meisterschaft gewinnen konnte. Bei der polnischen Fußballmeisterschaft 1922 trat Pogoń Lwów als einer der beiden Regionalmeister unter seinem englischen Trainer Sid Kimpton in den beiden Endspielen um die Meisterschaft gegen Warta Poznań an und blieb mit 1:1 und 4:3 erfolgreich. Ein Jahr darauf bezwangen die Lwówer Wisła Krakau nach einem 1:2 und 2:1 in einer erforderlichen dritten Begegnung mit 3:0. Nachdem vom Verband im Jahr 1924 aufgrund der Vorbereitung auf die Olympischen Spiele keine Meisterschaften ausgeschrieben wurde, konnte Pogoń seinen Titel erst in der Endrunde 1925 erfolgreich verteidigen. In der Entscheidungsrunde zwischen den nunmehr drei Regionalmeistern setzte sich Pogoń gegen Warta Poznań (4:1; 2:2) und Wisła Krakau (1:0; 1:0) durch. Den letzten großen Erfolg feierte die Mannschaft mit dem vierten Meistertitel 1926, der gegen Warta Poznań (7:1; 2:2) und Polonia Warschau (2:2; 2:0) errungen werden konnte.
In den nachfolgenden Jahren erreichte der Verein immer wieder Spitzenplatzierungen in der Meisterschaft, konnte sich gegen die starken Vereine aus Krakau (Cracovia und Wisła) aber nicht mehr durchsetzen. Nach dem Einmarsch der deutschen Truppen in Polen musste die Meisterschaft – Pogoń lag zu dem Zeitpunkt an dritter Stelle der Tabelle – 1939 vier Spieltage vor Schluss abgebrochen werden. Durch den Deutsch-Sowjetischen Grenz- und Freundschaftsvertrag fiel Lemberg 1939 nunmehr der Sowjetunion zu, worauf der Lwowski KS Pogoń ebenso wie alle übrigen polnischen Vereine der nun sowjetischen Stadt Lwów zwangsaufgelöst wurde.
Im Januar 2009 wurde der Verein vom polnischen Konsul in Lwiw wiedergegründet. Zurzeit trägt der Verein seine Spiele auf einem Nebenplatz des Vereins Dynamo Lwiw aus. Seit 2011 spielt Pogoń in der 4. ukrainischen Liga.

## Erfolge
- 4 × Polnischer Meister: 1922, 1923, 1925, 1926
- 3 × Polnischer Vizemeister: 1932, 1933, 1935
- 1 × Polnischer Junioren-Vizemeister: 1937
- 19 Erstligasaisonen: 1921–1939

## Bekannte ehemalige Spieler
- Spirydion Albański
- Mieczysław Batsch
- Józef Garbien
- Emil Görlitz
- Karol Hanke
- Karol Kossok
- Wacław Kuchar
- Michał Matyas
- Marian Steifer
- Jan Wasiewicz
- Adolf Zimmer

## Eishockeyabteilung
Den größten Erfolg in der Eishockeyvereinsgeschichte feierte Pogoń Lwów 1933, als man zusammen mit Legia Warschau den Polnischen Meistertitel gewinnen konnte.